# Charles David Ganao
Charles David Ganao (Djambala, 20 de julio de 1926-París, 6 de julio de 2012) fue un político y diplomático congoleño que ocupó el cargo de Primer ministro de la República del Congo del 27 de agosto de 1996 al 8 de septiembre de 1997.

## Biografía
Ganao nació en Djambala, en el actual departamento de Plateaux de la República del Congo. Provenía de una familia de miembros de alto rango del pueblo Teke.
Ganao comenzó su carrera como maestro y director de escuela primaria en Brazzaville, antes de ingresar a la diplomacia. Se afilió al Movimiento Socialista Africano (MSA), de Jacques Opangault, y a la Sección Francesa de la Internacional Obrera. En 1960, fue seleccionado, tras un concurso, para un curso de formación de dos años en el Ministerio de Asuntos Exteriores de Francia, junto con Matthieu Wattoula y Bernard Kolélas. Hizo un año de docencia teórica en el Quai d'Orsay y un año de prácticas en la Embajada de Francia en Londres.
Tras terminar su entrenamiento, fue designado en la División Política del Ministerio de Relaciones Exteriores de la República del Congo y se convirtió en el primer embajador de la República del Congo en Estados Unidos y primer representante permanente ante la Organización de las Naciones Unidas tras la independencia del país en 1960. Mientras servía como Embajador en Estados Unidos, una revuelta derrocó al régimen del presidente Fulbert Youlou el 15 de agosto de 1963.
Alphonse Massamba-Débat, jefe del gobierno provisional, lo nombró ministro de Relaciones Exteriores. Fue confirmado para este cargo cuando se formó el gobierno final el 24 de diciembre de 1963. El 26 de abril de 1966, tras la sustitución de Pascal Lissouba por Ambroise Noumazalaye como primer ministro, fue nombrado ministro de Asuntos Exteriores, Cooperación, Turismo, Aviación Civil y la Agencia para la Seguridad de la Navegación Aérea en África y Madagascar (ASECNA). Permaneció en tal cargo hasta 1968.
Volvió a desempeñarse como ministro de Relaciones Exteriores del Congo entre 1973 y 1975, durante el Gobierno de Henri Lopes. Luego, trabajó en las Naciones Unidas, con sede en Viena, Austria. Participó en la Conferencia Nacional Soberana de 1991, que terminó el gobierno unipartidista del Partido Congoleño del Trabajo, además de reemplazar la bandera y el himno nacional del país y eliminó la palabra "Popular" del nombre oficial de la República del Congo. Ganao también fundó el partido político Unión de Fuerzas Democráticas. En 1992 fue candidato presidencial de su partido en las elecciones presidenciales celebradas ese año, pero solo obtuvo el 3 % de los votos; sin embargo, resulta elegido para ocupar un escaño en la Asamblea Nacional.
Su partido se unió a la coalición gubernamental creada por Lissouba. Después de la disolución de la Asamblea Nacional por el presidente Lissouba en noviembre de 1992, se convirtió en miembro del colegio de presidentes del movimiento presidencial, que reunió a los principales líderes del partido aliados a Lissouba. Durante las elecciones parlamentarias anticipadas de junio de 1993, fue reelegido diputado de Djambala.
Ganao fue nombrado primer ministro por el presidente Pascal Lissouba en 1996. Lissouba fue derrocado en octubre de 1997 durante la Guerra civil de la República del Congo, poco después de que Ganao dejara el cargo en septiembre. Ganao huyó al vecino Gabón, donde fue acogido por el presidente de Gabón, Omar Bongo.
Regresó a la República del Congo en 2005, pero se mantuvo al margen de la política por el resto de su vida. Murió en París el 6 de julio de 2012 a la edad de 85 años.